# ستيوارت بيري
ستيوارت بيري (بالإنجليزية: Stuart Berry)‏ هو حكم اتحاد الرغبي ‏ جنوب أفريقي، ولد في 10 يونيو 1982 في جنوب أفريقيا.